# Morris Hirshfield
Pour les articles homonymes, voir Hirshfield.
Morris Hirshfield né le 10 avril 1872 en Pologne et mort le 26 juillet 1946 à Brooklin, New-York est un peintre naïf américain.

## Biographie

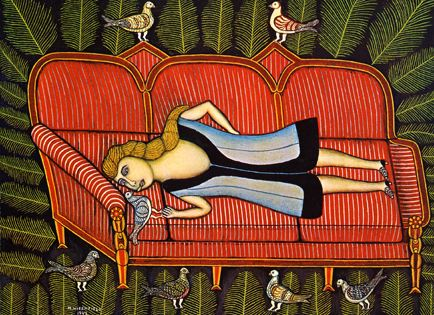
Femme avec pigeon, 1942

Morris Hirshfield est né en Pologne près de la frontière russe. Adolescent il grave sur bois. Lorsqu'il a 18 ans, comme de nombreux juifs, il émigre aux États-Unis. Il travaille dans l'industrie du vêtement puis il crée, avec son frère, une entreprise de fabrication de manteaux puis de pantoufles pour femmes. En 1935, malade il se retire des affaires. Il commence alors à peindre.  Il peint principalement des portraits de jeunes femmes et des animaux sauvages ou domestiques. 

## Œuvres

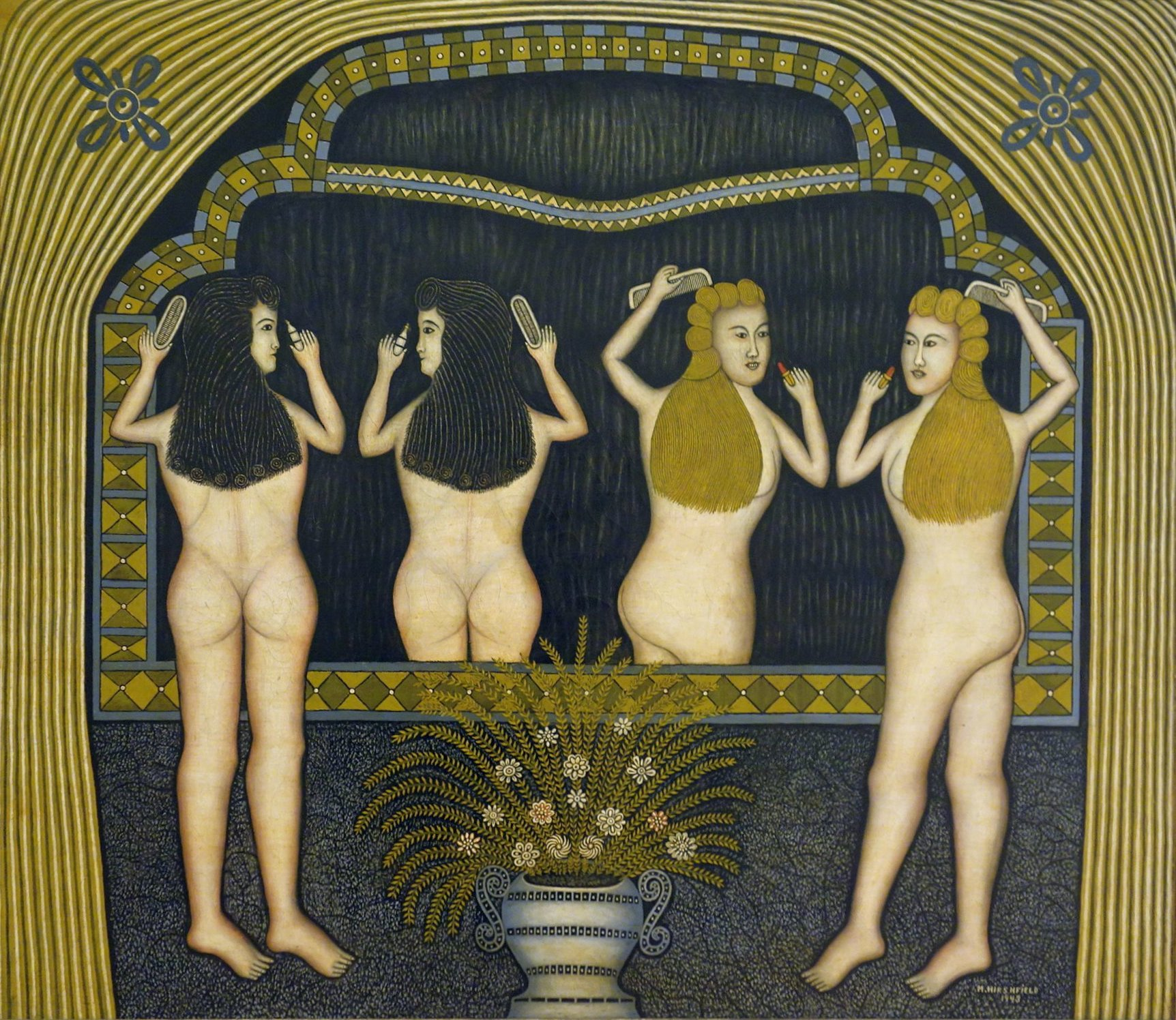
Deux femmes devant un miroir, 1943

Les surréalistes et le marchand d'art new yorkais Sidney Janis ont popularisé son travail. Morris est encore en vie lorsqu’une exposition lui a été consacrée, en 1943, au Museum of Modern Art de New York. Après sa mort, une exposition commémorative  est présentée, en 1947,à la galerie Art of this Century (L'art de ce siècle) à New-York de Peggy Guggenheim.  Jenifer P. Borum précise que « le goût de Hirshfield pour la figuration abstraite et les compositions sans perspective suscite l'intérêt des amateurs d'art moderne. »
- La Jeune Fille au miroir, 1940. Huile sur toile, 101,9 x 56,5 cm. The Museum of Modern Art, New York
- Lion, 1939, Museum of Modern Art, New York [5]
- Tigre, 1940. Huile sur toile, 28 x 39 cm. The Museum of Modern Art, New York.
- Two Women in Front of a Mirror (Deux femmes devant un miroir), 1943. Huile sur toile, 133 x 152 cm. Collection Peggy Guggenheim, Venise
- Girl and Dog, 1944. Huile sur toile, 81,5 x 106,5 cm. Zander Collection, Cologne.
- The Artist and His Model, 1945. Huile sur toile, 44 x 34". Collection American Folk Art Museum, New York
- Woman and Dog, 1945. Huile sur toile, 48 x 56 cm. Zander Collection, Cologne.